# Andreas Zülow
Andreas Zülow (Ludwigslust, RDA, 23 de octubre de 1965) es un deportista alemán que compitió para la RDA en boxeo.
Participó en dos Juegos Olímpicos de Verano, en los años 1988 y 1992, obteniendo una medalla de oro en Seúl 1988, en el peso ligero.
Ganó dos medallas en el Campeonato Mundial de Boxeo Aficionado, plata en 1989 y bronce en 1986, y una medalla de plata en el Campeonato Europeo de Boxeo Aficionado de 1991.

## Palmarés internacional
| Juegos Olímpicos   | Juegos Olímpicos      | Juegos Olímpicos  | Juegos Olímpicos |
| Año                | Lugar                 | Medalla           | Categoría        |
| ------------------ | --------------------- | ----------------- | ---------------- |
| 1988               | Seúl (Corea del Sur)  | Medalla de oro    | 60 kg            |
| Campeonato Mundial |                       |                   |                  |
| Año                | Lugar                 | Medalla           | Categoría        |
| 1986               | Reno (Estados Unidos) | Medalla de bronce | 57 kg            |
| 1989               | Moscú (URSS)          | Medalla de plata  | 60 kg            |
| Campeonato Europeo |                       |                   |                  |
| Año                | Lugar                 | Medalla           | Categoría        |
| 1991               | Gotemburgo (Suecia)   | Medalla de plata  | 63,5 kg          |